# Murias (Candamo)
Murias es una parroquia del concejo de Candamo, en el Principado de Asturias (España). Alberga una población de 287 habitantes (INE 2011) en 165 viviendas. Ocupa una extensión de 8,90 km².
Está situada en la zona centro sur del concejo, y es atravesada por el río Nalón. Limita al norte con la parroquia de Llamero; al este, con el concejo de Las Regueras; al sur con la parroquia de Cuero; al oeste con la de Prahúa; y al noroeste con la de Grullos.
La iglesia parroquial, dedicada a Santa María que destaca por su gran espadaña. De ábside cuadrado y nave única, con arcos y ventanas de medio punto, fue construida a finales del siglo XVIII o principios del XIX sobre un antiguo templo, del que ya se tienen noticias en 1073 cuando fue donada a la catedral de Oviedo, y que probablemente sería de estilo románico o prerrománico.
En Murias tuvieron importancia los molinos harineros, conservándose aún tres de ellos: dos en la llamada Casa de Los Molinos, y otro en la Casa de César.
Durante la guerra civil española hubo en Murias un «Campo de Trabajo» controlado por el gobierno republicano del Frente Popular: el pintor y escultor asturiano Antonio Rodríguez García, «Antón», fue fusilado aquí, el 19 de mayo de 1937.

## Poblaciones
Según el nomenclátor de 2009 la parroquia está formada por las poblaciones de:
- Agüera (Augüera en asturiano) (aldea): 35 habitantes.
- Bohiles (Güiles) (aldea): 32 habitantes.
- El Caleyo (El Caleyu) (aldea): 21 habitantes.
- Las Cárquivas (casería): deshabitado.
- Figaredo (Figaréu) (aldea): 22 habitantes.
- Murias (aldea): 65 habitantes.
- Sandiche (aldea): 67 habitantes.
- Villamarín (aldea): 14 habitantes.
- Villar (aldea): 35 habitantes.